# 王孙兰 (洮州)
王孙兰，甘肃洮州（甘肃临潭）人，清朝政治人物。拔贡出身。
王孙兰曾于1661年接替陆宗贽任上海县知县一职，1662年由陈以恪接任。